# 佛說罪業應報教化地獄經
《佛說罪業應報教化地獄經》，简称《地狱经》，佛教典籍，東漢安世高翻译，主要由佛陀为众生讲述地狱中苦难。该经旨在描述地狱中众生的痛苦、及其罪过，并教导众生孝敬父母、师长、尊重佛教三宝，并勤奋行布施、持戒、忍辱、精進、禪定、慈悲、平等；不欺孤老，不輕下賤，護彼如己。如果能做到这些，就能永远离苦。同时期望菩萨等修得“阿耨多羅三藐三菩提”境界的众生帮助其他众生远离痛苦，使得地狱永远消失、苦难消亡。